# Ball de bastons de Llorenç del Penedès
El Ball de bastons de Llorenç del Penedès és una dansa popular pròpia de Llorenç del Penedès.
Està impulsada per l'entitat El Centre d'ençà de la seva fundació, el 1896. A principis del segle XX es deixà de ballar fins a la dècada del 1920, quan joves de la població van anar a aprendre a ballar de nou durant dos anys a l'Arboç. El vestuari està format per espardenyes amb vetes blanques, mitjans, pantalons i camisa blanca, camals de cascavells curts vermells amb vora groga, faldellí vermell amb sanefa groga, faixa vermella i banda vermella creuada al pit amb l'escut del grup. Del vestuari utilitzat entre el 1896 i el 1921 s'han perdut el capell, la senyera catalana de la banda, la faldilla era més llarga i els camalls estaven més carregats de picarols.
Entre els diversos balls hi ha La creu, que el fundador de la colla, mossèn Font, va adaptar del tema L'airosa que forma part de diversos llibrets de llibertat d'orgue de Nadal. Un altre és la Marxa, que incorpora primers compassos similars als d'un ball de bastons recollit al Llibre d'Orgue de Calaf. També destaca El Pastoret, una melodia popular que es correspon amb El Gegant del Pi. El Xotis és una melodia singular, sense influències conegudes. Finalment, el Ball de Sant Llorenç, compost per Jordi Camell el 1996, és més difícil d'interpretar que la resta. A Llorenç també es piquen els balls La processó i El tera, procedents del repertori de l'Arboç. Una gralla és l'acompanyament musical.